# Eubelum lugubre
Eubelum lugubre är en kräftdjursart som beskrevs av Arcangeli 1950. Eubelum lugubre ingår i släktet Eubelum och familjen Eubelidae. Inga underarter finns listade i Catalogue of Life.